# Hart of Dixie
Hart of Dixie is een Amerikaanse komedie-dramatelevisieserie die in première ging op de zender The CW op 26 september 2011.De serie werd geschreven door Leila Gerstein met in de hoofdrol Rachel Bilson als dokter Zoe Hart, een New Yorkse die droomde van een carrière als hartchirurg maar deze in duigen zag vallen, waarna ze een baan als huisarts neemt in de plaats Bluebell in Alabama.
In Nederland ging deze serie onder de naam Dokter Hart op woensdag 8 januari 2014 in première op Net5. In Vlaanderen werd de serie opgepikt door zender VIJFtv.

## Inleiding

### Seizoen 1
De snel pratende New Yorkse dokter Zoe Hart denkt het helemaal voor elkaar te hebben. Ze denkt als pas geslaagde van de medische school aan de slag te kunnen in haar vaders voetsporen als hartchirurg in een ziekenhuis. Al snel blijkt haar droom in het water te vallen en Zoe accepteert een aanbod van een vreemdeling, genaamd dokter Harley Wilkes, om met hem te gaan werken in zijn kleine praktijk in Bluebell in Alabama. Zoe arriveert in het kleine kustplaatsje aan de Golf van Mexico en komt erachter dat Harley inmiddels overleden is en de helft van de praktijk aan haar heeft achtergelaten; blijkens zijn testament.
Ze ondervindt al gauw dat het zuiden van de Verenigde Staten niet altijd zo gastvrij is. De dokter van de plaats, Brick Breeland, is eigenlijk helemaal niet blij zijn dokters praktijk te moeten delen met deze jonge buitenstaander, evenals zijn dochter Lemon, een zuidelijke schoonheid die verzuurd raakt wanneer ze Zoe ontmoet. Zoe's enige bondgenoten zijn de burgemeester - voormalig footballspeler Lavon Hayes - haar buurman Wade Kinsella en de knappe advocaat George Tucker, die de verloofde van Lemon is. Zoe heeft het dan niet meer naar haar zin en staat op het punt haar koffers te pakken, maar toevallig genoeg komt haar nogal arrogante moeder haar bezoeken en ze besluit nog even te blijven. Al snel ontdekt ze dat het dorpje ook charmante kanten heeft en geeft ze haar nieuwe baan een kans.

## Rolverdeling
| Acteur         | Personage            |
| -------------- | -------------------- |
| Rachel Bilson  | Zoe Hart             |
| Cress Williams | Lavon Hayes          |
| Jaime King     | Lemon Breeland       |
| Wilson Bethel  | Wade Kinsella        |
| Tim Matheson   | Dr. Bertram Breeland |
| Scott Porter   | George Tucker        |
| Kaitlyn Black  | AnnaBeth Nass        |
| McKaley Miller | Rose Hattenbarger    |
| Claudia Lee    | Magnolia Breeland    |